# Георгиевский Даневский монастырь

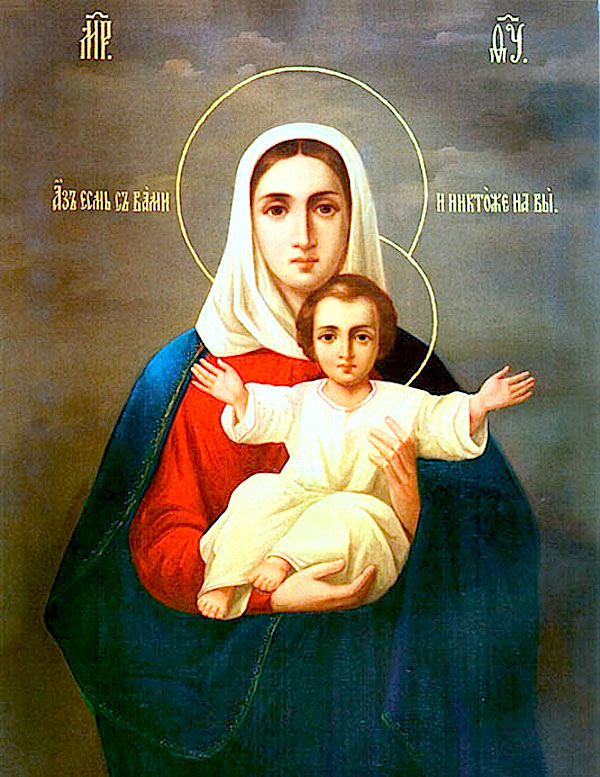
Икона Богородицы «Аз есмь с вами и никтоже на вы»

Гео́ргиевский Дане́вский монасты́рь — женский монастырь Черниговской епархии Украинской православной церкви Московского Патриархата, расположенный в селе Даневка Козелецкого района Черниговской области.

## Статус
Постановлением Кабинета Министров УССР от 24.08.1963 № 970 «Про упорядочение дела учёта и охраны памятников архитектуры на территории Украинской ССР» («Про впорядкування справи обліку та охорони пам’ятників архітектури на території Української РСР») присвоен статус памятник архитектуры национального значения с охранным № 848 под названием Георгиевская церковь. Установлена информационная доска.
Входит в комплекс Георгиевской монастыря и является его главной доминантой. Комплекс монастыря также включает такие объекты — памятники архитектуры: Флигель Георгиевского монастыря № 88-Чг, Братский корпус № 89-Чг, Хозяйственное здание № 90-Чг, Стена с воротами № 91-Чг — согласно Распоряжению Черниговской областной государственной администрации от 27.01.2000 № 37.

## История
Свято-Георгиевский Даневский монастырь был основан в 1654 году на земле, купленной у местной помещицы Татьяны Войнилихи за 60 злотых, монахами Свято-Троицкого Козелецкого монастыря — была построена деревянная церковь Георгия Победоносца.
В 1687 году монастырю подарено село Даневка, позже — Опёнки, Гламазды, Жуляки и Лихолетки.
В 1741 году на деньги сестры Алексея и Кирилла Разумовских Веры началось строительство кирпичного собора в стиле украинского барокко, освящённого в 1770 году. Значительные средства для постройки монастыря привлёк игумен Гавриил (Великошапка), который исходатайствовал у митрополита Киевского Рафаила грамоту «на испрошение» денег «от боголюбивых подаятелей»; в числе последних оказались императрица Елизавета Петровна, всегда благоволившая к родине Алексея Разумовского (пожертвовала 2000 рублей — весьма значительную по тем временам сумму) и великий князь Пётр Феодорович (500 рублей).
До секуляризационной реформы Екатерины II рядом существовали два монастыря, но в 1786 году Свято-Троицкий был упразднён и, в память о Козелецком, в 1811 году в монастыре была построена церковь Святой Троицы.
Главная святыни монастыря — чудотворная икона великомученика Георгия и икона Богородицы «Аз есмь с вами и никтоже на вы» (написана в Леушинском Иоанно-Предтеченском женском монастыре по личному заказу святого Иоанна Кронштадтского).
В конце XIX — начале XX века на страницах «Энциклопедического словаря Брокгауза и Ефрона» монастырь упоминается как Юрьевский-Козелецкий и Козелецкий-Георгиевский. Там же говорится, что «много для монастыря сделали игумен Иосиф Исаевич, пользовавшийся расположением Миниха, и игумен Дионисий Шугаев».
После Октябрьского переворота монастырь стал женским, а в 1934 году обитель закрыли.
С 1937 года на территории монастыря устроили дом-интернат для инвалидов и престарелых.
Свято-Георгиевский Даневский монастырь был возвращён Украинской православной церкви лишь в 1995 году.